# 超重甲戰隊
《超重甲戰隊》是日本東映製作的特攝電視劇。1996年3月3日，1997年2月16日开始每周星期日8点至8点30分（JST）由朝日电视台放送，全50话，由东映制作的特摄电视节目。是“金属英雄系列”的第15部作品与“重甲戰隊系列”的第2部作品。

## 登場人物
鳥羽甲平／  B-Fighter Kabuto
演：中里榮臣
橘健吾／  B-Fighter Kuwagar
演：安達直人
鮎川蘭／  B-Fighter Tentou
演：栗栖雪奈
马克·温迪／  B-Fighter Yanma
演：鲁本·兰登
弗里奥·利贝拉／  B-Fighter Genji
演：高岩成二
李文／  B-Fighter Min
演：安齋英樹
苏菲·威尔努布／  B-Fighter Ageha
演：桥本丽香
小山内博士
演：山口良一

## 關連項目
- 重甲戰隊系列
- 金屬英雄系列